# 新鶴停車區

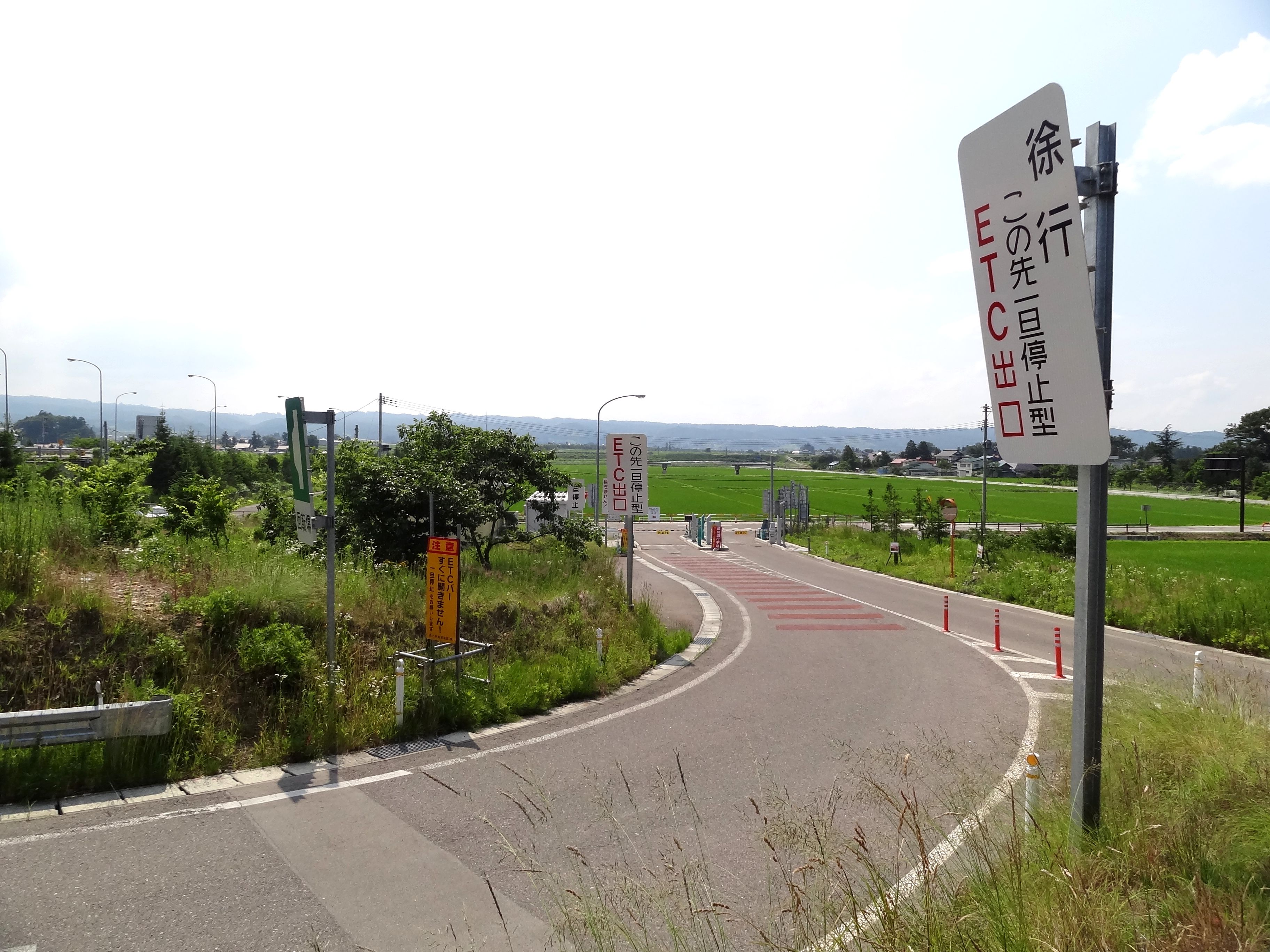
新鶴SIC（上行線）

新鶴停车区（平假名：にいつるパーキングエリア）是位於福島縣大沼郡會津美里町的磐越自動車道之停车区。由東日本高速道路管理。此停车区同時設有智能IC。

## 連接道路
- 磐越自動車道

## 历史
- 1992年10月29日 - 磐越自動車道會津坂下IC至豬苗代磐梯高原IC開通，此停车区也同時啟用。
- 2005年12月26日 - 開始試驗智能IC至2007年3月31日。
- 2007年4月1日 - 開始正武使用智能IC。
- 2014年6月1日 - 智能IC出入口24小時均可通行。

## 停车区設施
- 上行線（磐城、郡山方向）
  - 停車場
  - 廁所
    - 男士 大型 2（和式1、西式1）、小型5
    - 女士 7（和式5、西式2）
      - 與男童共用 1

    - 輪椅人士專用 1

  - 自動售賣機
- 下行線（新潟方向）
  - 停車場
  - 廁所
    - 男士 大型 2（和式1、西式1）、小型5
    - 女士 7（和式5、西式2）
      - 與男童共用 1

    - 輪椅人士專用 1

  - 自動售賣機
- 智能IC
  - 限制：長於12米的車輛不可使用
  - 連接道路：會津美里町道新田、上新田線。

## 鄰近設施
磐越自動車道
(7)會津若松IC - 新鶴停车区/SIC - (8)會津坂下IC

## 相關項目
- 日本服務區與休息區一覽

## 外部連結
- 東日本高速道路株式會社 （页面存档备份，存于）
  - e-NEXCO服務區與休息區情報
- 新鶴停车区智能IC社會試驗 （页面存档备份，存于）